# Đại học Gelato
Đại học Gelato là ngôi trường tọa lạc ở Anzola dell'Emilia nằm gần Bologna, Ý. Trường này được nhà sản xuất máy làm kem Carpigiani thành lập vào năm 2003, với mục đích dạy cho sinh viên trên khắp thế giới cách làm ra loại kem gelato.

## Lịch sử
Sau thành công từ khi phát minh ra cỗ máy làm gelato tự động đầu tiên của anh em nhà Carpigiani  mang tên "Autogelatiera" vào năm 1944, Tập đoàn Carpigiani được thành lập vào năm 1946. Nhiều năm sau, họ quyết định khởi động giảng dạy nghệ thuật chế biến kem gelato. Do vậy, Đại học Carpigiani Gelato bắt đầu đi vào hoạt động năm 2003.

## Cơ sở
Cơ sở chính của Đại học Carpigiani Gelato nằm ở trung tâm nước Ý. Nhiều người từ khắp nơi trên thế giới đặt chân đến Đại học Gelato mang theo nhiều kỹ năng và kiến thức văn hóa khác nhau vào các lớp học và phòng thí nghiệm. Do tỷ lệ thành công và danh tiếng từ khắp nơi trên thế giới, trường đại học này cung cấp các khóa học tại 12 địa điểm khác nhau như "Dubai, São Paulo và Kuala Lumpur". Kế hoạch cung cấp khóa học cũng đang được tiến hành ở các quốc gia khác và cả thêm khóa học trực tuyến nữa. Do số sinh viên quốc tế ngày càng tăng tại trường đại học này, các lớp học đều được giảng dạy bằng "tiếng Ý, tiếng Anh, tiếng Pháp và tiếng Đức".

## Khóa học

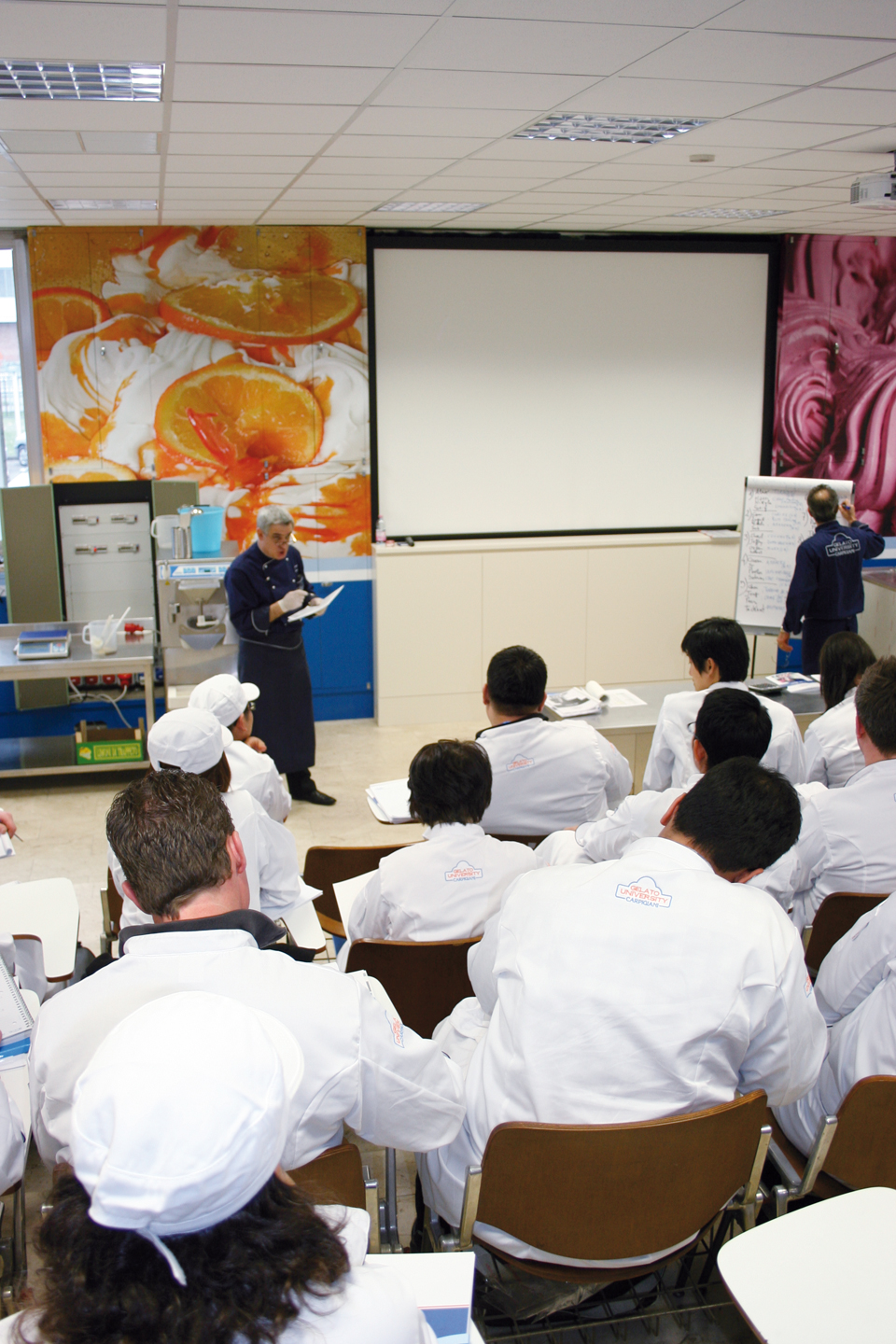
Một lớp học vào năm 2013

Đại học Gelato cung cấp hơn 500 khóa học, học phí khoảng €800 ($1,138) và kéo dài từ vài ngày đến năm tuần (tùy thuộc vào khóa học). Khóa học có sẵn dành cho người mới bắt đầu và chuyên gia. Nhiều khóa học khác nhau được giảng dạy tại Đại học Gelato cung cấp duy nhất phạm vi giáo dục; từ thao tác kỹ thuật trong công việc đến các viện hàn lâm khoa học thực phẩm. Ví dụ, sinh viên sẽ nghiên cứu các loại đường và thành phần khác nhau, do đó tạo ra công thức và sáng tạo mới. Sinh viên còn được học hỏi về những chủ đề cụ thể như đo lường hàm lượng "bơ-chất béo-đường".